# Pouteria pallens
Pouteria pallens es una especie de árbol de la familia de las sapotáceas, reportada inicialmente en Brasil y Perú.

## Estado de conservación
Desde el año 1998 Pouteria pallens está incluida en la IUCN Redlist como una especie en peligro crítico de extinción.

## Taxonomía
Pouteria pallens fue descrita por el botánico estadounidense Terence Dale Pennington (abrev. autor T.D.Penn.) y publicada en Flora Neotropica  52: 335–337, f. 72A–C. en 1990.
Etimología
Pouteria: nombre genérico latinizado del vocablo en lengua kariña (o lengua galibi) pourama-pouteri, usado por el pueblo Kali'na (antiguamente Galibi o Caribe) como nombre vernáculo para designar a la especie Pouteria guianensis en la Guayana Francesa.
pallens: epíteto que significa "que se vuelve pálido".